# Velîki Krușlînți
Velîki Krușlînți (în ucraineană Великі Крушлинці) este o comună în raionul Vinnîțea, regiunea Vinnița, Ucraina, formată numai din satul de reședință.

## Demografie
Componența lingvistică a satului Velîki Krușlînți
     Ucraineană (99,39%)
     Alte limbi (0,61%)
Conform recensământului din 2001, majoritatea populației satului Velîki Krușlînți era vorbitoare de ucraineană (99,39%), existând în minoritate și vorbitori de alte limbi.